# Chunyun

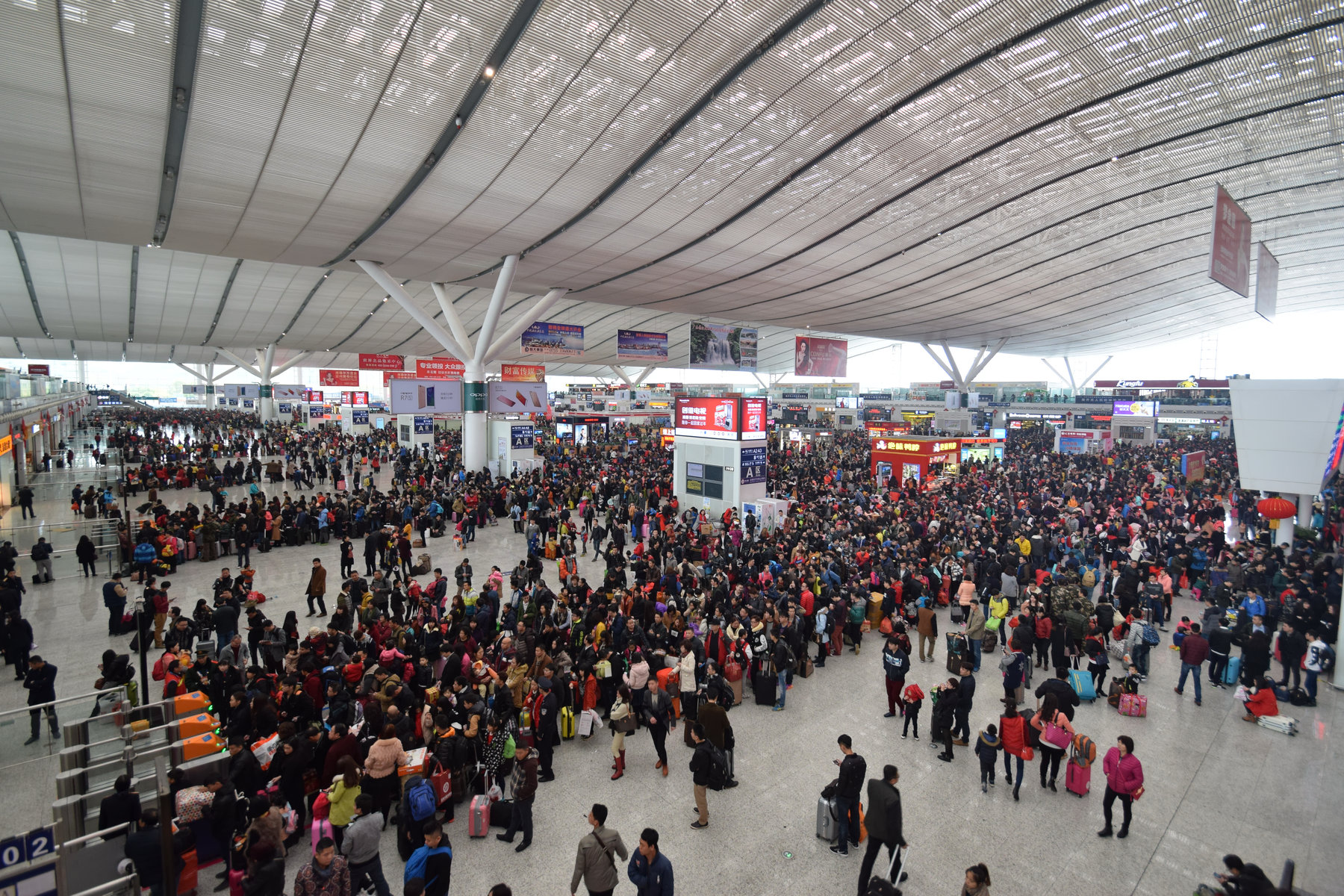
En période de Chunyun, à la gare de Shenzhen-Nord, en 2016

Chunyun (chinois simplifié : 春运 ; chinois traditionnel : 春運 ; pinyin : chūnyùn ; litt. « transport (de la fête) du printemps »), aussi connu sous le nom de saison touristique de la fête du Printemps, ou bien la saison Chunyun, est une période touristique qui se déroule en Chine pendant le Nouvel an chinois et durant laquelle la population se déplace massivement. Généralement, cette période débute 15 jours avant la fête de la Nouvelle Lune et dure environ 40 jours. 
Pendant la saison Chunyun de 2006, il y a eu plus de 2 milliards de voyageurs, soit plus que la population chinoise. Ceci lui a donc valu le titre du plus grand mouvement de population annuel au monde. C’est pendant cette période que les transports ferroviaires relèvent leur plus grand défi, puisqu’il y a d’énormes problèmes logistiques à cause des déplacements massifs de population. Avec le réseau grandissant des trains à grande vitesse en Chine, les problèmes de transports sont moins importants qu'avant, même si la charge reste tout de même très grande.

## Origines

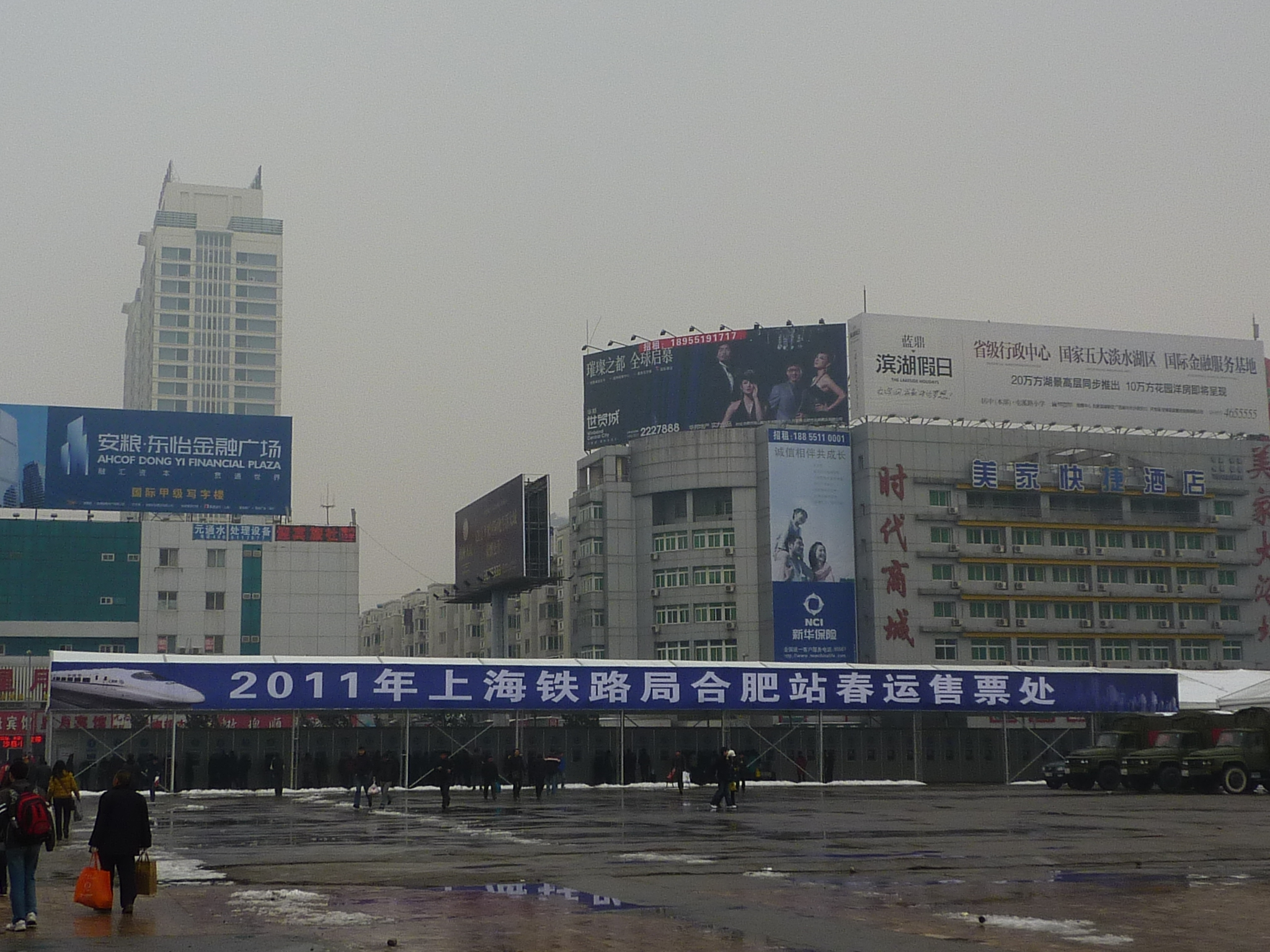
Des guichets temporaires ouverts pour acheter des billets de train lors de la période Chunyun de 2011, à Hefei.

Pendant la période Chunyun, trois facteurs principaux sont responsables de la hausse du trafic.
Tout d’abord, la tradition veut que pendant le Nouvel an chinois, les familles se réunissent. Les gens quittent ainsi leur lieu de travail et d’étude pour rejoindre leur famille et partager le repas du Nouvel An. Depuis les réformes économiques de la fin des années 1970, de nouvelles opportunités se sont présentées, bien souvent loin des petites villes. Les endroits tels que les zones économiques spéciales ou régions côtières en plein essor proposent à la fois emplois et modes de vie plus confortables. De ce fait, les dernières décennies ont connu un fort exode rural, à l’image des autres révolutions industrielles qui ont eu lieu dans le monde. En 1990, il y a eu 50 millions de travailleurs migrants, alors que des chiffres non officiels en ont compté 150 à 200 millions en 2000. Pendant la période Chunyun, la plupart de ces travailleurs retournent ainsi dans leur ville natale.
Ensuite, les réformes chinoises sur l’éducation ont augmenté le nombre d’étudiants, qui bien souvent étudient eux aussi loin de leur ville natale. Les vacances de la Fête du Printemps, correspondant aux vacances d'hiver, est la période où les étudiants peuvent rentrer voir leurs familles.  En 2006, sur les 194 millions d’usager des trains pendant la période Chunyun, 6.95 millions d’entre eux étaient des étudiants.
Beaucoup de gens choisissent également de voyager pendant cette période. Cette période représente également un pic à l'étranger, en termes de commerce et de tourisme.